# Deacy Amp
Le Deacy Amp est un amplificateur à transistors tirant son nom de son créateur, John Deacon, bassiste de Queen. D'abord destiné à servir d'amplificateur de travail pour la guitare de Deacon, le Deacy a fini par échoir entre les mains de Brian May, couplé à sa célèbre Red Special.

## Conception et utilisation
Deacon découvre ce qui deviendra la base du Deacy Amp dans une rue de Londres au tout début des années 1970. Il trouve un circuit à transistors dans une benne à ordures et, étant doué en électronique, matière dans laquelle il compte faire ses études, décide de récupérer la plaque pour voir s'il peut en tirer quelque chose. Deacon croit tout d'abord que ce circuit provient d'un magnétophone portable à cassettes, mais comprend vite qu'il s'agit d'un amplificateur qui pourrait s'avérer utile à la maison, pour pratiquer la guitare. Il s'agit en effet du circuit amplificateur d'une radio portable Supersonic PR80.
Il ouvre une petite enceinte de salon qu'il conserve chez lui et fixe le circuit à l'intérieur grâce à deux vis. Les contrôles sont inexistants : pour des raisons pratiques, Deacon alimente son amplificateur par le biais d'une grosse pile de 9 volts de type PP3 et c'est en connectant/déconnectant l'une des bornes qu'on allume ou éteint le circuit. La connectique est du même acabit, ne comportant qu'un jack d'entrée standard.
Pendant un temps, John Deacon rajoute un contrôle de volume externe à l'aide de deux câbles et d'un potentiomètre, puis se rend compte que le futur Deacy sonne mieux lorsqu'on l'utilise à fond. Il règle alors le volume du circuit une fois pour toutes.
Peu de temps après avoir terminé son amplificateur, Deacon amène sa création à une répétition de Queen. Brian May s'intéresse aux possibilités qu'offre le petit ampli et y branche sa Red Special. Bien vite, il y adjoint une pédale d'effet destinée à amplifier les fréquences aiguës (Treble Booster). La combinaison des trois éléments donne un son surprenant, « richement distordu mais défini et soutenu, ressemblant à des choses comme le violon et le violoncelle ou encore la voix ».
Le petit ampli se fait vite apprécier en studio d'enregistrement pour ses qualités sonores hors du commun. Les ingénieurs du son apprécient tout particulièrement la facilité avec laquelle on peut capturer le son produit par celui qu'ils baptisent Deacy, par rapport aux habituels Vox AC30 à lampes de May.
Le Deacy sera alors utilisé sur de nombreux albums de Queen, principalement sur toutes les parties de guitare en multipiste, quand May répète à l'envi des structures identiques ou très légèrement différentes. Sur des morceaux très complexes comme Good Company, il va jusqu'à enregistrer note par note les sons qu'il tire du petit amplificateur. De temps en temps, il superpose les pistes issues de ses deux amplis, Deacy et Vox, pour ce genre d'orchestrations.
À ce jour et depuis sa première utilisation, le Deacy figure toujours en bonne place dans le studio personnel de Brian May,.

## Liste des morceaux sur lesquels le Deacy Amp a été utilisé
- Procession
- The Fairy Feller's Master Stroke
- Killer Queen
- Lily of the Valley
- Misfire
- Love of My Life
- Good Company
- Bohemian Rhapsody
- God Save the Queen
- The Millionaire Waltz
- All Dead, All Dead
- Dreamer's Ball
- Flash's Theme
- Made in Heaven
- A Winter's Tale
- Why Don't We Try Again

,,